# 艾爾福斯島
67°58′N 74°05′W / 67.967°N 74.083°W

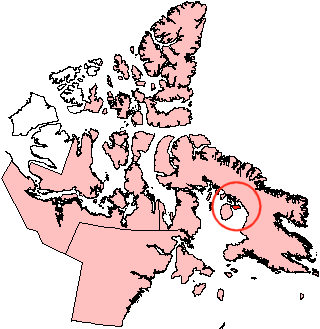

艾爾福斯島是加拿大的島嶼，位於福克斯灣，屬於北極群島的一部分，由基吉柯塔魯克地區負責管轄，長62公里、寬20公里，面積1,612平方公里，最高點海拔高度20米，島上無人居住。

## 外部連結
- Sea islands: Atlas of Canada; Natural Resources Canada （页面存档备份，存于）